# Ichneumenoptera xanthogyna
Ichneumenoptera xanthogyna is een vlinder uit de familie van de wespvlinders (Sesiidae), onderfamilie Sesiinae.
Ichneumenoptera xanthogyna is voor het eerst wetenschappelijk beschreven door George Francis Hampson in 1919. De soort komt voor in het Australaziatisch gebied.